# Benthamiella nordenskioldii
Benthamiella nordenskioldii ist eine Pflanzenart aus der Gattung Benthamiella in der Familie der Nachtschattengewächse (Solanaceae).

## Beschreibung
Benthamiella nordenskioldii ist ein Chamaephyt. Die leicht fleischigen Laubblätter erreichen eine Länge von 6 bis 10 mm und eine Breite von 0,75 bis 2 mm, sie sind unbehaart oder verkahlend. Der Blütenkelch ist 3 bis 5 mm lang, nahezu glockenförmig und auf der Außenseite sowie am Rand behaart. Die Krone ist röhrenförmig und unbehaart, sie wird 9 bis 11 mm lang. Die fünf Staubblätter sind gleichgestaltig oder nahezu gleich lang, sie stehen nicht über die Krone hinaus. Die Staubfäden sind unbehaart, sie setzen in der oberen Hälfte der Kronröhre an. Der Fruchtknoten besitzt ein sichtbares Nektarium. Der Griffel steht nicht über die Krone hinaus.

## Verbreitung
Die Art kommt in sehr südlichen Gebieten nahe den Anden und Feuerlands vor, sie ist in Santa Cruz, Tierra del Fuego und in der Provinz Última Esperanza zu finden.

## Systematik und botanische Geschichte
Die Art wurde 1900 von Nicholas Edward Brown erstbeschrieben.